# مونازيت
المونازيت عبارة عن معدن للفوسفات يحوي عادة على عناصر أرضية نادرة. يوجد عادة في بلورات صغيرة معزولة. توجد هنالك على الأقل أربعة أنواع مختلفة من المونازيت اعتماداً على التكوين النسبي للمعدن.
- مونازيت-Ce له الصيغة العامة Ce, La, Pr, Nd, Th, Y)PO4)
- مونازيت-La له الصيغة العامة La, Ce, Nd, Pr)PO4)
- مونازيت-Nd له الصيغة العامة Nd, La, Ce, Pr)PO4)
- مونازيت-Sm له الصيغة العامة Sm, Gd, Ce, Th)PO4)

إن العناصر الموجودة ضمن الأقواس مرتبة حسب وفرتها النسبية ضمن المعدن. توجد ضمن معدن المونازيت كميات ضئيلة من لسيليكا SiO2 بالإضافة إلى كميات قليلة من اليورانيوم والثوريوم. نتيجة حدوث عملية اضمحلال ألفا للثوريوم واليورانيوم فإن المونازيت يحوي كميات من غاز الهيليوم، والتي يمكن استخلاصها بالتسخين.
إن المونازيت يعد خامة مهمة للثوريوم واللانثانوم والسيريوم. يوجد عادة في الرسوبيات المكيثة وذلك في الهند ومدغشقر وجنوب أفريقيا.
اشتق اسم المونازيت من الإغريقية μονάζειν بمعنى (وحداني) وذلك للإشارة إلى وجودها في الطبيعة على شكل بلورات منفردة.